# トニー・ロモ
アントニオ・ラミーロ・ロモ（Antonio "Tony" Ramiro Romo, 1980年4月21日 - ）はカリフォルニア州サンディエゴ出身の元アメリカンフットボール選手。NFLのダラス・カウボーイズに所属していた。現役時代のポジションはクォーターバック（QB）。

## 経歴

### プロ入りまで
父親がアメリカ海軍に勤めていたためサンディエゴで生まれた。2歳の時に一家はウィスコンシン州バーリントンに移った。小さい時から運動能力が優れておりリトルリーグのオールスターに選ばれたこともある。地元の高等学校2年の時にQBとして初めてプレーした。チームは7勝2敗でプレーオフ出場を果たし2勝したが州のチャンピオンシップゲームで15-16で敗れた。翌1997年には3勝6敗に終わったが彼自身はいくつも表彰された。高校時代彼はアメリカンフットボール以外にもバスケットボール、ゴルフ、テニスなども行った。
東イリノイ大学時代に、ウォルター・ペイトン賞や3年連続でOVC プレイヤー・オブ・ザ・イヤーを獲得するなどの実績を挙げて、2003年にドラフト外フリーエージェントでダラス・カウボーイズに入団した。

### 2003年から2006年
2003年のトレーニングキャンプをクインシー・カーター、チャド・ハッチンソンに次ぐ第3QBとなった。
2004年、カウボーイズはハッチンソンを解雇、ベテランのビニー・テスタバーディ、ドラフト3巡指名権とのトレードでドリュー・ヘンソンを獲得した。そのためクインシー・カーターが薬物濫用により解雇されるまでロースターから外れた。
2005年、オークランド・レイダースとのプレシーズンゲームでは残り6秒に決勝ランTDをあげた。この年、ドリュー・ブレッドソーの控え、FGホルダーを務めた。
2006年、シーズン開幕前、ニューオーリンズ・セインツヘッドコーチに就任したショーン・ペイトンからロモをドラフト3巡指名権とのトレードで獲得したいオファーがあったがジェリー・ジョーンズオーナーはこれを断った。シーズン開幕は第2QBとして迎えた。10月15日のヒューストン・テキサンズ戦でQBとして初出場しテレル・オーウェンスへのタッチダウンパスを決めた。10月23日のニューヨーク・ジャイアンツ戦に後半から出場した彼はパス25本中14本成功、227ヤードを獲得、2タッチダウンをあげたものの3インターセプトを喫した。10月29日のカロライナ・パンサーズ戦で初先発を果たし、35-14で勝利した。11月19日には、開幕から9連勝を続けていたインディアナポリス・コルツに21-14で勝利した。その4日後の11月23日、サンクスギビングデイゲームのタンパベイ・バッカニアーズ戦ではパス29本中22本成功、306ヤードを獲得、5タッチダウンパスを成功させて38-10で勝利した。この年チームは2003年以来となるプレーオフに出場したがクエストフィールドでのシアトル・シーホークスとのワイルドカードプレーオフの第4Q残り1分19秒、20-21と1点ビハインド、勝ち越しの19ヤードのFGを狙う場面でロモがスナップをファンブルし、FGを蹴ることができず、タッチダウンを狙って走ったロモも1ヤードラインでジョーダン・バビノーに止められて、チームは敗れた。レギュラーシーズンのロモの成績はパス337本中220本成功、2,903ヤード獲得、19タッチダウン、13インターセプト、QBレイティング95.1であった。この年、プロボウルに出場、1タッチダウン、1インターセプトの成績を残した。

### 2007年
ニューヨーク・ジャイアンツとの開幕戦では345ヤードを獲得、4タッチダウンパス、1タッチダウンランをあげて45-35で勝利した。第2週のマイアミ・ドルフィンズ戦でも2タッチダウンをあげて、開幕から2試合でNFL歴代2位タイの6タッチダウンをあげた。第3週のシカゴ・ベアーズ戦では329ヤードを投げて2タッチダウンをあげて34-10で勝利、第4週のセントルイス・ラムズ戦では339ヤードを投げて3タッチダウン、35-7で勝利した。第5週のバッファロー・ビルズとのマンデーナイトフットボールで前半だけで4インターセプト、計5インターセプトを喫し、2本のリターンタッチダウンを決められた。
10月29日に、カウボーイズと6,750万ドルの6年契約延長への合意に達した。
11月29日の第13週、グリーンベイ・パッカーズ戦では4タッチダウンパスをあげてNFCの攻撃部門週間MVPに選ばれた。この試合でシーズンタッチダウンを33に伸ばした彼は1983年にダニー・ホワイトが記録した29タッチダウンを更新するチーム記録を作った。12月22日のカロライナ・パンサーズ戦でカウボーイズ史上初めてシーズン4,000ヤード以上を投げたQBとなった。12月30日のワシントン・レッドスキンズ戦でシーズン335本目のパス成功となり、チーム記録を作った。
12月16日のフィラデルフィア・イーグルス戦では右手親指を負傷、パス36本中13本成功、214ヤード獲得、自己ワーストのQBレイティング22.2に終わった。この試合は彼の両親と当時つきあっていたジェシカ・シンプソンが観戦していた。
このシーズン、チームはNFCトップの13勝3敗の成績を残し、ロモもレギュラーシーズンではNFL3位の4,211ヤードを獲得、NFL2位の36タッチダウンをあげて、トム・ブレイディ、ベン・ロスリスバーガー、デビッド・ギャラード、ペイトン・マニングに次ぐNFL5位のQBレイティング97.4の数字を残した。
プレーオフでは初戦のディビジョナルプレーオフ、ニューヨーク・ジャイアンツ戦でパス36本中18本成功、201ヤード、1タッチダウンをあげたが最後の2つのドライブでいずれもサックされ、エンドゾーンにタッチダウンを狙って投げたパスもR・W・マクォーターズにインターセプトされ17-21で敗れた。この試合で開始早々、マイケル・ジョンソンのブリッツを受けた際に右手親指を負傷していた。

### 2008年
2008年シーズンは開幕から3連勝した。9月7日のクリーブランド・ブラウンズとの開幕戦ではパス32本中24本成功、320ヤードを獲得、1タッチダウンをあげた。試合終了後、第3Qにウィリー・マクギネストのヒットを受けた際にあごを負傷していたことが判明した。9月15日のフィラデルフィア・イーグルス戦ではパス30本中21本成功、312ヤードを獲得、3タッチダウンをあげて41-37で勝利した。前半だけで両チームは合計54得点をあげたがこれはマンデーナイトフットボール史上2番目の記録となった。
ワシントン・レッドスキンズ戦に敗れて3勝1敗となった後、シンシナティ・ベンガルズ戦で勝利、アリゾナ・カージナルス戦で右手の指を骨折、試合にも敗れた。その後3試合に欠場し彼が欠場している間、ブラッド・ジョンソンが代役を務め、この間チームは1勝2敗となった。
11月23日のサンフランシスコ・フォーティナイナーズ戦でパス39回中23回成功で341ヤードを獲得、35-22の勝利を演出した。最終週のフィラデルフィア・イーグルス戦で6-44と大敗しプレーオフ出場を逃した。12月には1勝3敗に終わった。

### 2009年
2009年オフに3シーズンに渡って1000ヤードレシーブを達成したテレル・オーウェンスがカウボーイズから解雇された。これについてはジェリー・ジョーンズオーナーより、ロモをチームの絶対的なリーダーに据えるためと説明がなされた。
この年開幕週には自己ベストの353ヤードを投げて勝利した。第2週、カウボーイズ・スタジアム初の公式戦で3インターセプトを喫し敗れた。殿堂入りRBのトニー・ドーセットがまだ成長途上のロモをメディアがスター扱いし過大評価していると批判した。開幕から4試合で4タッチダウン、4インターセプトと波に乗れず、エースWRとして期待されたロイ・ウィリアムズとの不和の噂も浮上したが、第5週から先発で起用されたマイルズ・オースティンの活躍などにより成績が上昇、シーズン終盤には4試合で8タッチダウン、インターセプトなし、第15週には開幕から13連勝をあげていたニューオーリンズ・セインツも破った。第16週のワシントン・レッドスキンズ試合途中まで167回連続インターセプトなしの記録を達成、完封勝利でプレーオフ出場を果たし、最終週のフィラデルフィア・イーグルス戦で311ヤードを投げて2タッチダウン、1インターセプトで勝利し、NFC東地区優勝を果たした。
プレーオフでなかなか勝てないことから大試合に弱いという評価を受けていたが2009年シーズンのプレーオフでフィラデルフィア・イーグルスを破りチームに13シーズンぶりのプレーオフ勝利をもたらした。続くディビジョナルプレーオフでは第1Qに左タックルのフローゼル・アダムスが負傷退場、ミネソタ・バイキングスの強力ディフェンスの前に198ヤード獲得、1インターセプト、2ファンブルロストと抑えられ敗れた。

### 2010年
2010年シーズン、第45回スーパーボウルが地元カウボーイズ・スタジアムで開催されることもあり周囲の期待は高まった。しかしチームはワシントン・レッドスキンズとの開幕戦で試合終了間際のTDパスが味方の反則で無効になるなど序盤から波に乗れず彼も10月25日のニューヨーク・ジャイアンツ戦でマイケル・ボーリーのヒットを受けて左鎖骨を骨折し1勝5敗の状況で戦線を離脱した。彼の離脱後チームは連敗し1勝7敗となったところでウェイド・フィリップスヘッドコーチは解任された。その後同年11月29日にチーム練習に復帰したが12月21日故障者リスト入りした。

### 2011年
5月にプロフットボール殿堂入りQBのロジャー・ストーバックがダラス・モーニング・ニュースでロモへの批判に対して、彼はスーパーボウルQBになれると評価した。
9月11日のニューヨーク・ジェッツとの開幕戦で第4Qにインターセプト、ファンブルで逆転負けを喫し批判が集中したが、これについてジェリー・ジョーンズカウボーイズオーナーからは擁護された。9月21日のサンフランシスコ・フォーティナイナーズ戦では負傷退場し気胸及び肋骨を骨折していたが、リードされた場面で試合に復帰しオーバータイムでの逆転勝利に貢献した。この活躍で5度目のNFCの攻撃部門週間MVPに選ばれた。この年、4,184ヤードを投げて31TD、10INTと素晴らしい成績を残したが、チームは8勝8敗でプレーオフを逃した。

### 2012年
前年のスーパーボウルチャンピオンであるニューヨーク・ジャイアンツとの敵地での開幕戦ではケビン・オグレツリーへの2TDなど、3TDパスを投げて勝利した。第5週のシカゴ・ベアーズ戦では自己ワーストタイの5インターセプトを喫し敗れた。第8週のニューヨーク・ジャイアンツ戦では前半だけで3インターセプト、合計4インターセプトを喫し、24-29で敗れた。最終週のワシントン・レッドスキンズ戦では
3インターセプトを与え、18-29で敗れてプレーオフを逃した。

### 2013年
2013年3月29日、カウボーイズと6年1億800万ドル（5500万ドルの保障）の契約延長を結んだ。12月27日に椎間板ヘルニアの手術を受け、地区優勝をかけたフィラデルフィア・イーグルスとの最終週の試合を欠場することとなった。

### 引退
現役晩年は負傷がちとなり、2度の鎖骨骨折に加え、2016年のプレシーズンでは背骨を骨折し、正QBの座をダック・プレスコットに明け渡した。2016年シーズンは一度も先発することなく終わり、翌2017年4月4日に引退を表明。CBSスポーツの解説者に転身した。ロモはジム・ナンツとのトップクルーを担当予定。

## 人物
強肩で運動能力も高い。
サンクスギビングデイの試合では大活躍しており、2006年、2007年には合計で7タッチダウンをあげており、2008年のシアトル・シーホークス戦でも勝利した。

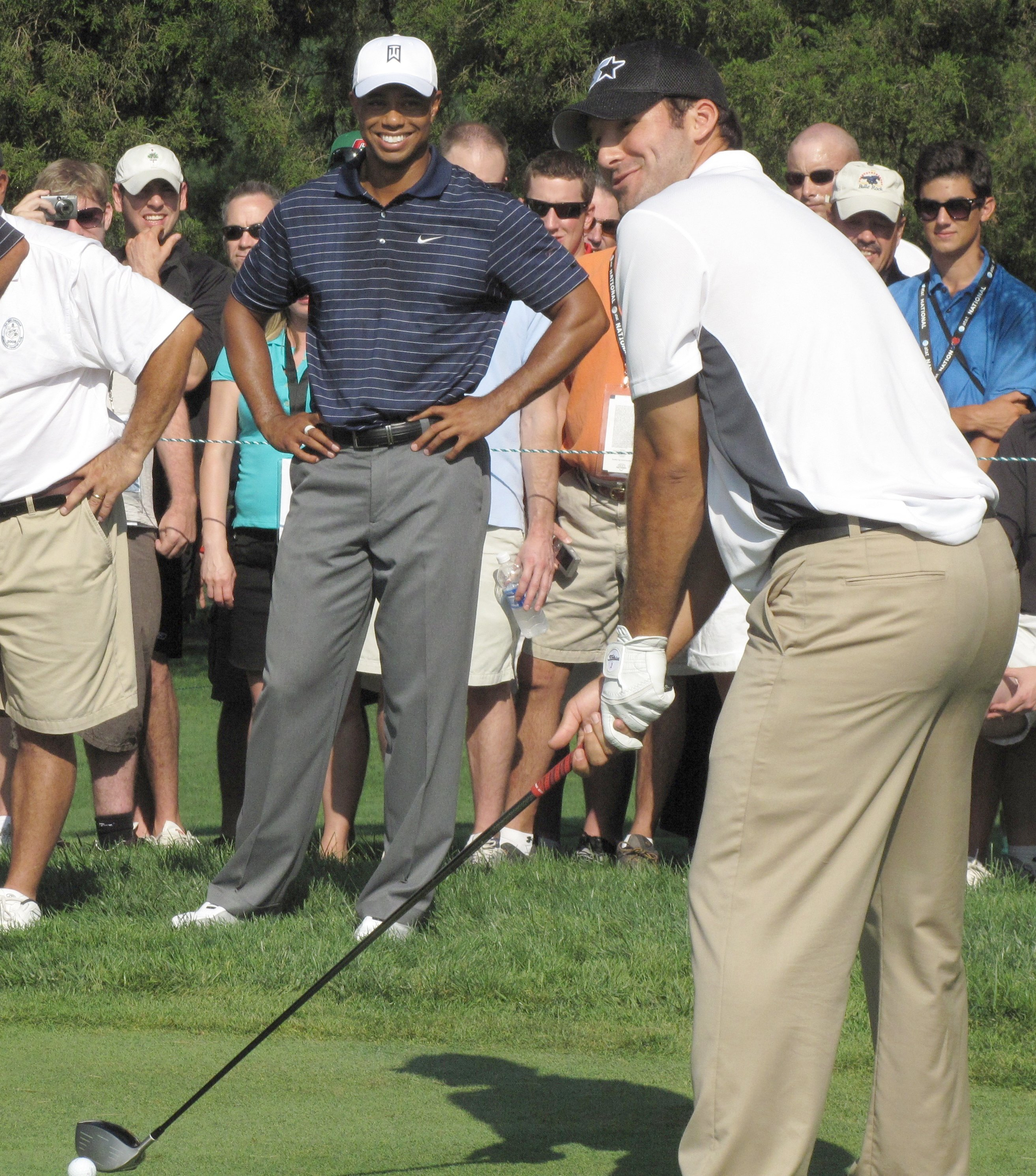
タイガー・ウッズとロモ

ハンデなしの実力を持つゴルファーであり、バイロン・ネルソンや全米オープンの予選に出場したことがある。負傷などもあり現役晩年をゴルフを辞めていたが、引退後は直後に開催される2017年の全米オープン予選に早速エントリーした。
歌手キャリー・アンダーウッド、女優ソフィア・ブッシュとの交際歴があり、2007年11月よりジェシカ・シンプソンと交際した。2007年12月16日にテキサス・スタジアムで行われたダラス・カウボーイズ対フィラデルフィア・イーグルス戦にはジェシカ・シンプソンも観戦に訪れたが、タッチダウンを取れずに3インターセプトされるというキャリア最悪のプレーぶりで6対10で敗れた。メディアやファンから「ジェシカ・シンプソンのせいでトニー・ロモは気が散ってプレー出来なかった」と叩かれている。
2010年12月、元ミス・ミズーリUSA、元テレビリポーターのキャンディス・クロフォードと婚約したことを発表した。2011年5月28日、二人は結婚した。結婚式にはジェリー・ジョーンズカウボーイズオーナーを始め、ウェイド・フィリップス元カウボーイズヘッドコーチ、チームメートのジェイソン・ウィッテン、マイルズ・オースティン、デズ・ブライアントなども参列した。

## 獲得タイトル・記録
- プロボウル選出4回（2006年、2007年、2009年、2014年）